# 관리 코드
관리 코드 또는 매니지드 코드(managed code)는 CLI(공통 언어 기반), 가상 실행 시스템(VES), 가상 머신, 닷넷, CoreFX 또는 닷넷 프레임워크, 공통 언어 런타임(CLR) 또는 모노 관리 하에서만 필요하고 실행되는 컴퓨터 프로그램 코드이다. 이 용어는 마이크로소프트에서 만들어졌다.
관리 코드는 C 샤프(C#), J 샤프(J#) 및 비주얼 베이직 닷넷을 포함하여 20개 이상의 고급 프로그래밍 언어 중 하나로 작성된 소스 코드의 컴파일러 출력이다.

## 용어
관리 코드와 비관리 코드 사이의 정확한 구분은 널리 퍼져 있으며 CLR 구현과 상호 작용하는 응용 프로그램을 개발할 때만 관련된다. 많은 이전 프로그래밍 언어가 CLR로 이식되었으므로 특히 혼합 설정에서 관리 코드를 식별하려면 차별화가 필요하다. 이러한 맥락에서 CLR을 사용하지 않는 코드를 "관리되지 않는"(unmanaged) 코드라고 한다.
마이크로소프트가 닷넷 프레임워크를 C++와 연결하고 C++용 Managed Extensions의 이름을 지정하는 방법을 선택하기 시작하면서 혼란이 생겼다. 처음에는 Managed C++로 명명된 후 C++/CLI로 이름이 변경되었다. C++ 프로그래밍 언어의 창시자이자 C++ 표준 위원회 회원인 비야네 스트롭스트룹은 이 문제에 대해 "C++에 대한 CLI 바인딩/확장을 무엇이라고 부를 것인지에 대한 어렵고 논란의 여지가 있는 질문에 대해 나는 C++/CLI를 선호한다. C++를 이름의 일부로 유지하면 기본 언어가 무엇인지 상기시켜 주고 C++/CLI 확장을 통해 C++를 C++의 적절한 하위 집합으로 유지하는 데 도움이 된다."고 이야기했다.